# Vilar (Vila do Conde)
Vilar ist ein Ort und eine ehemalige Gemeinde (Freguesia) im Nordwesten Portugals.

## Geschichte
Mámoas wie die Mamoa de Ínsua belegen eine Besiedlung mindestens seit der frühen Bronzezeit.
Erstmals dokumentiert wurde der heutige Ort in einer Urkunde des Jahres 908.
Mit der Gebietsreform 2013 wurde die Gemeinde Vilar mit Mosteiró zusammengeschlossen.

## Verwaltung
Vilar war Sitz einer gleichnamigen Gemeinde (Freguesia) im Kreis (Concelho) von Vila do Conde im Distrikt Porto. Die Gemeinde hatte eine Fläche von 4,3 km² und 1628 Einwohner (Stand 30. Juni 2011).
Die Gemeinde bestand nur aus dem gleichnamigen Ort.
Im Zuge der am 29. September 2013 wurden die Gemeinden Vilar und Mosteiró zur neuen Gemeinde União das Freguesias de Vilar e Mosteiró zusammengeschlossen. Vilar wurde Sitz der neu gebildeten Gemeinde.

## Söhne und Töchter der Gemeinde
José António de Azevedo Lemos (1786–1870) wurde hier geboren. General Lemos war der wichtigste Befehlshaber im Miguelistenkrieg (1832–1834) auf Seiten des absolutistischen Königs Michael I. gegen die am Ende siegreichen Liberalen unter König D. Pedro IV., der als D. Pedro I. erster Kaiser von Brasilien wurde.